# Ze Binne
Ze Binne (auch Zen-Binne) ist eine kleine Ortschaft am Eingang des Lengtales und gehört zur schweizerischen Gemeinde Binn.

## Geschichte
Die Ortschaft gehörte immer zur Talschaft Binn und teilt mit ihr die politische und kirchliche Geschichte. Die erste urkundliche Erwähnung erfolgte als Zebünnen, der Name entwickelte sich über Zebinnen zum heutigen Ze Binne.

## Lage
Die Siedlung befindet sich auf einem Hügel südlich des Zusammenflusses der Binna und der Lengtalwasser, unmittelbar am Eingang des Lengtal. Es ist die einzige dauerhaft bewohnte Siedlung im Lengtal. Die Wohnhäuser sind um die Kapelle gruppiert und selber von Nutzbauten umgeben.

## Bauwerke
Hier findet sich eines der ältesten erhaltenen Gebäude des Binntales. Das Heidehüss wurde im ausgehenden Mittelalter erbaut.

### Kapelle des heiligen Sebastian

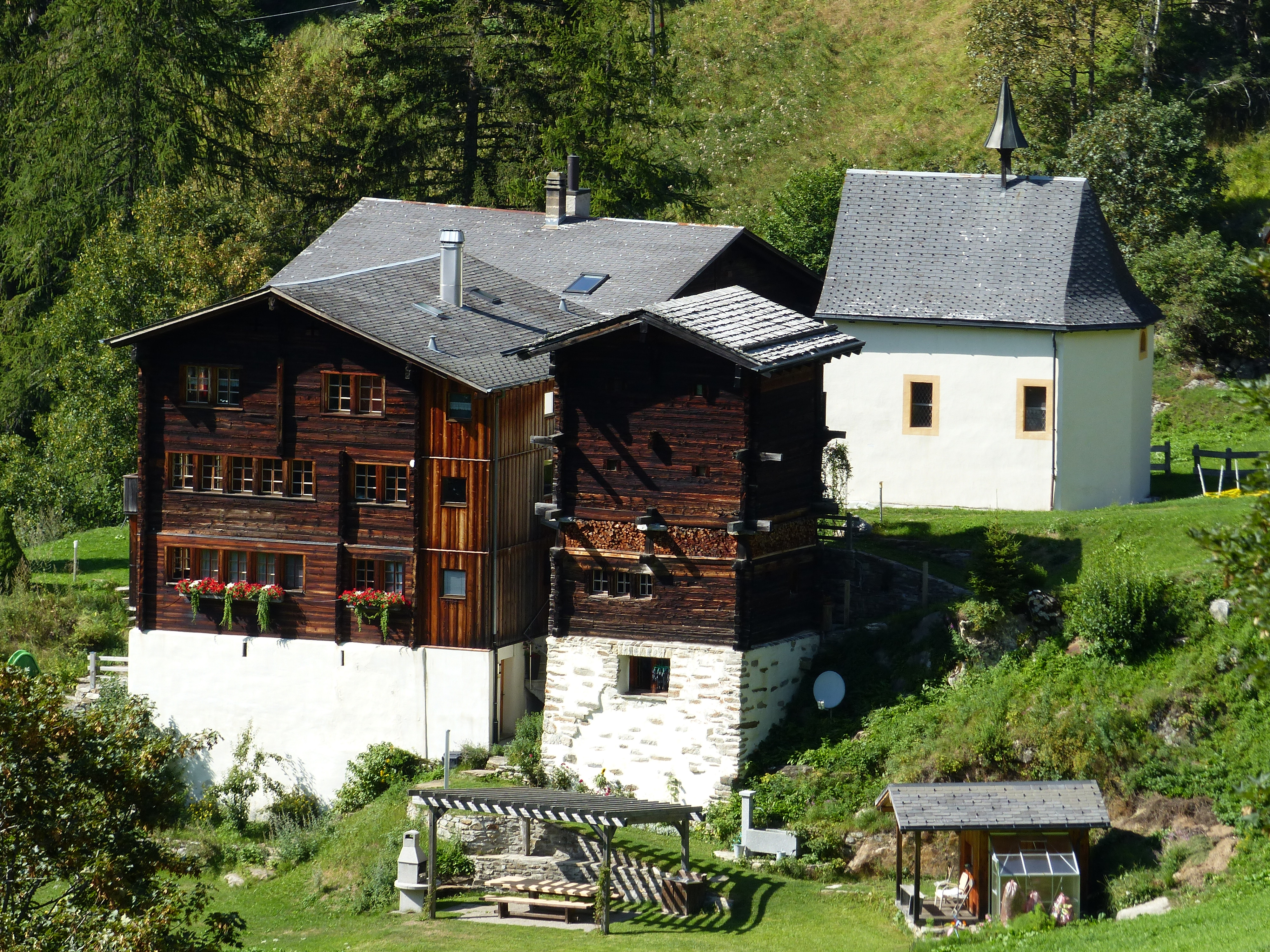
Kapelle des heiligen Sebastian

Die Kapelle war bis ins 18. Jahrhundert ein Heiligtum zu Ehren des dornengekrönten Jesus. Seit Anfang des 19. Jahrhunderts wird sie als Sebastianskapelle erwähnt. Wann das Patronat gewechselt hat, ist unklar. 
Am Gebäude findet sich über der dem Portal in der Archivolte die Jahreszahl 1725.
Der ehemalige Altar des dornengekrönten Jesus von 1730 bis 1740 ist heute in der Pfarrkirche von Wileren als rechter Seitenaltar aufgestellt. Vom Stil her wird der Altar dem Anton Sigrist von Glis zugeschrieben. 1959 wurde der Altar mit dem Rosenkranzaltar der Pfarrkirche getauscht.